# پل جیمز (دانشگاهی)
پل جیمز (انگلیسی: Paul James؛ زادهٔ ۸ مهٔ ۱۹۵۸) ویراستار اهل ملبورن در استرالیا است. او استاد جهانی شدن و تنوع فرهنگی در دانشگاه وسترن سیدنی و مدیر مؤسسه فرهنگ و جامعه است که از سال ۲۰۱۴ در همان دانشگاه دایر بوده‌است. او نویسنده ای در زمینه سیاست جهانی، جهانی شدن، پایایی و  نظریه اجتماعی است.